# 柏崎站
柏崎站（日语：／ Kashiwazaki eki */?）是東日本旅客鐵道（JR東日本）信越本線和越後線的鐵路車站，也是日本貨物鐵道（JR貨物）的貨物車站，採用線外貨運站（ORS，Off-Railway Station）模式經營。位於日本新潟縣柏崎市。

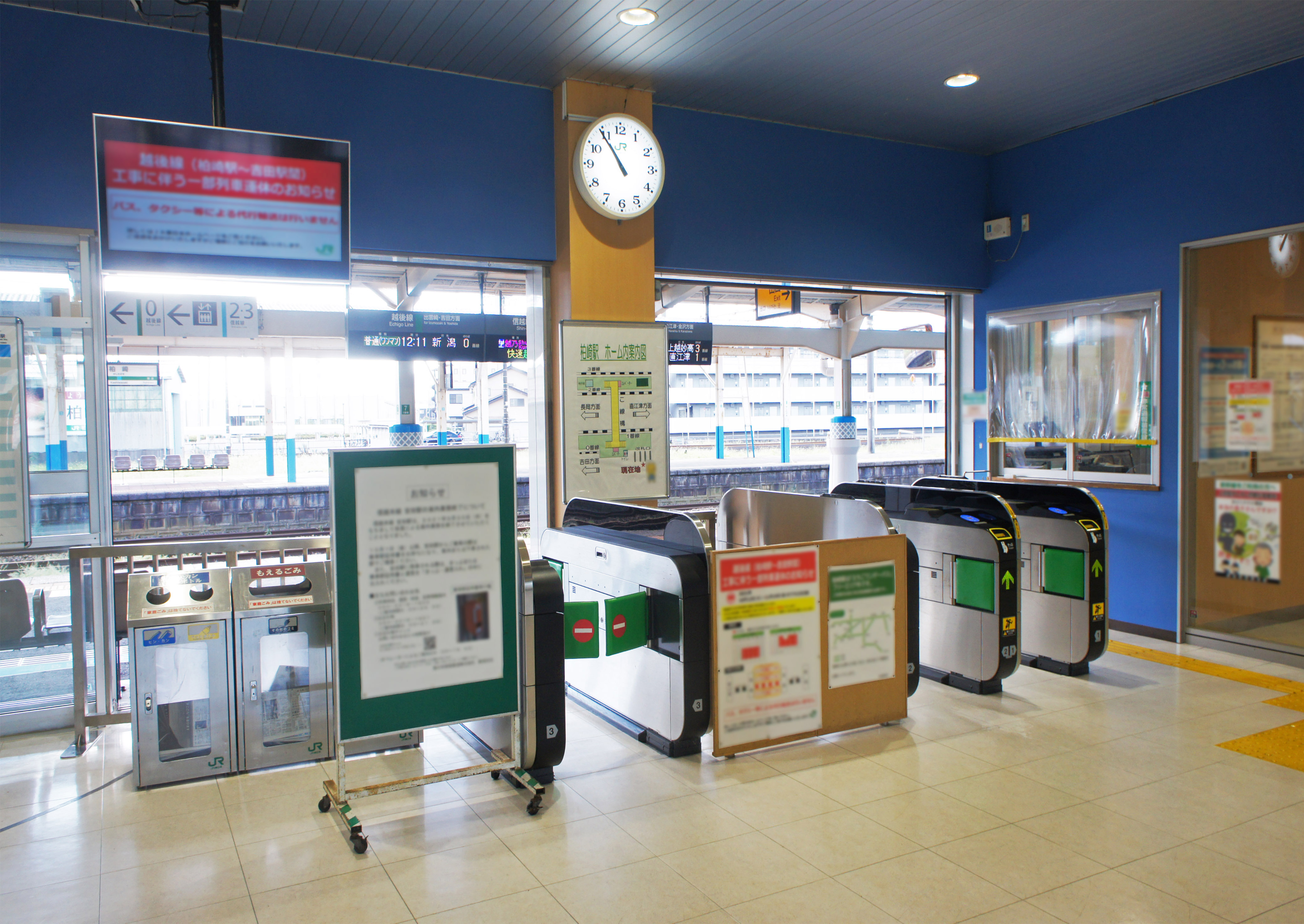
驗票口(2021年9月)

## 車站結構

### 站房

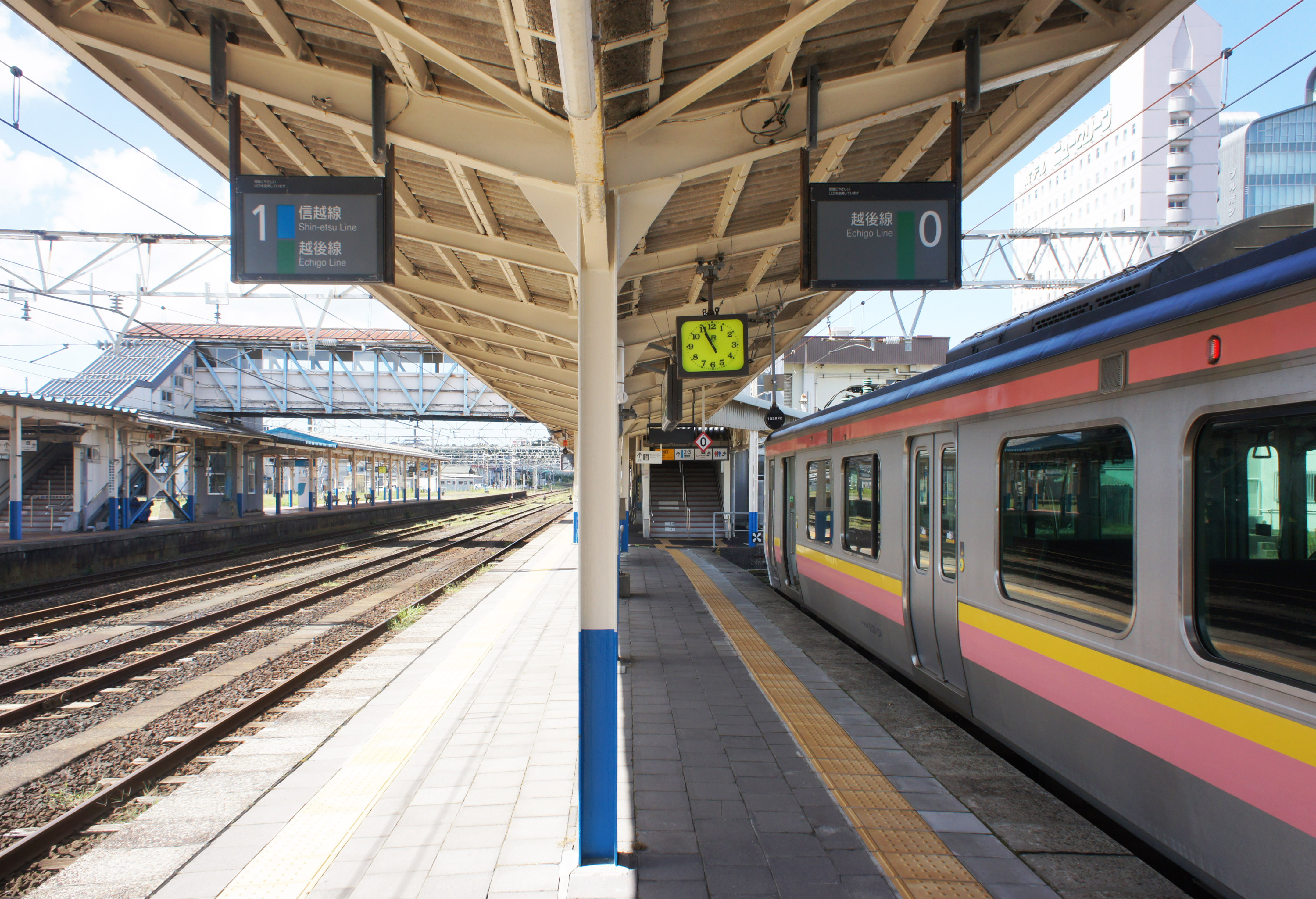
0號與1號月台(2021年9月)

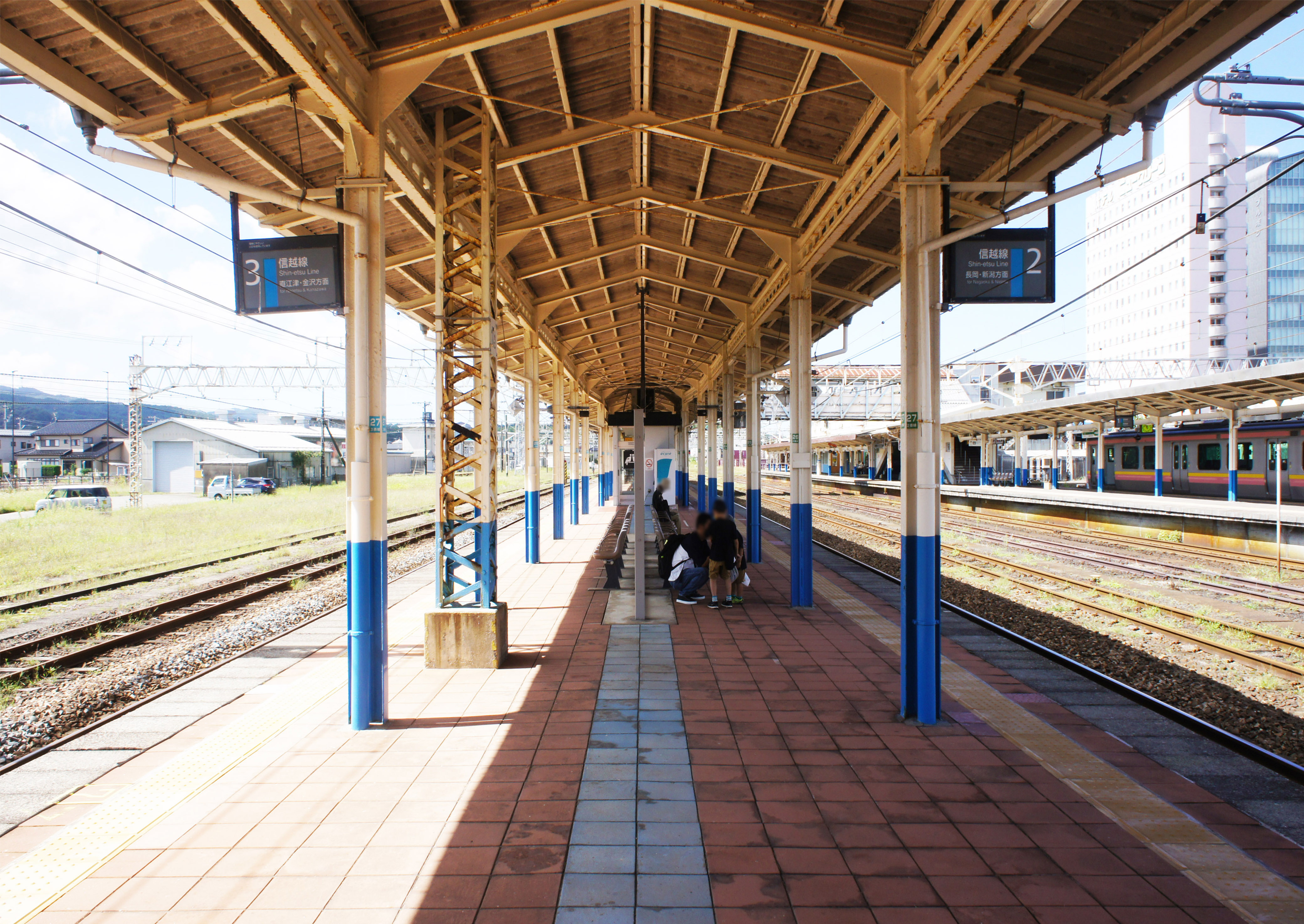
2號與3號月台(2021年9月)

本站為以水泥建成的兩層高站房，為於1967年投入使用的第二代站房。車站正門設於中央偏左位置，對出的小型站前廣場為的士站，最左邊設有由JR東日本子公司「JR東日本零售網」所開設的便利店NewDays，便利店前方則為巴士總站。
本站設有自動售票機和驗票閘門。

### 月台配置
設有側式月台及島式月台各1個，而側式月台的東端則另設1港灣式月台，稱為0號月台，主要為越後線列車所使用。島式月台最長一邊超過320米；側式月台則為240米；而頭端式月台亦有約150米長。信越本線列車大都採用外面的島式月台停靠，側式月台則多數限於以本站為起訖的普通列車，或需要待避時才使用為主。
| 月台      | 路線               | 方向               | 目的地                              | 備註     |
| --------- | ------------------ | ------------------ | ----------------------------------- | -------- |
| 0         | ■越後線            | 下行               | 吉田、新潟方向                      | 本站始發 |
| 1         | ■越後線            | 下行               | 吉田、新潟方向                      | 本站始發 |
| ■信越本線 | 待避列車、本站始發 | 待避列車、本站始發 | 待避列車、本站始發                  |          |
| ■信越本線 | 2                  | 下行               | 長岡、新潟方向                      |          |
| ■信越本線 | 3                  | 上行               | 直江津方向 ■妙高躍馬線 妙高高原方向 |          |

### JR貨物

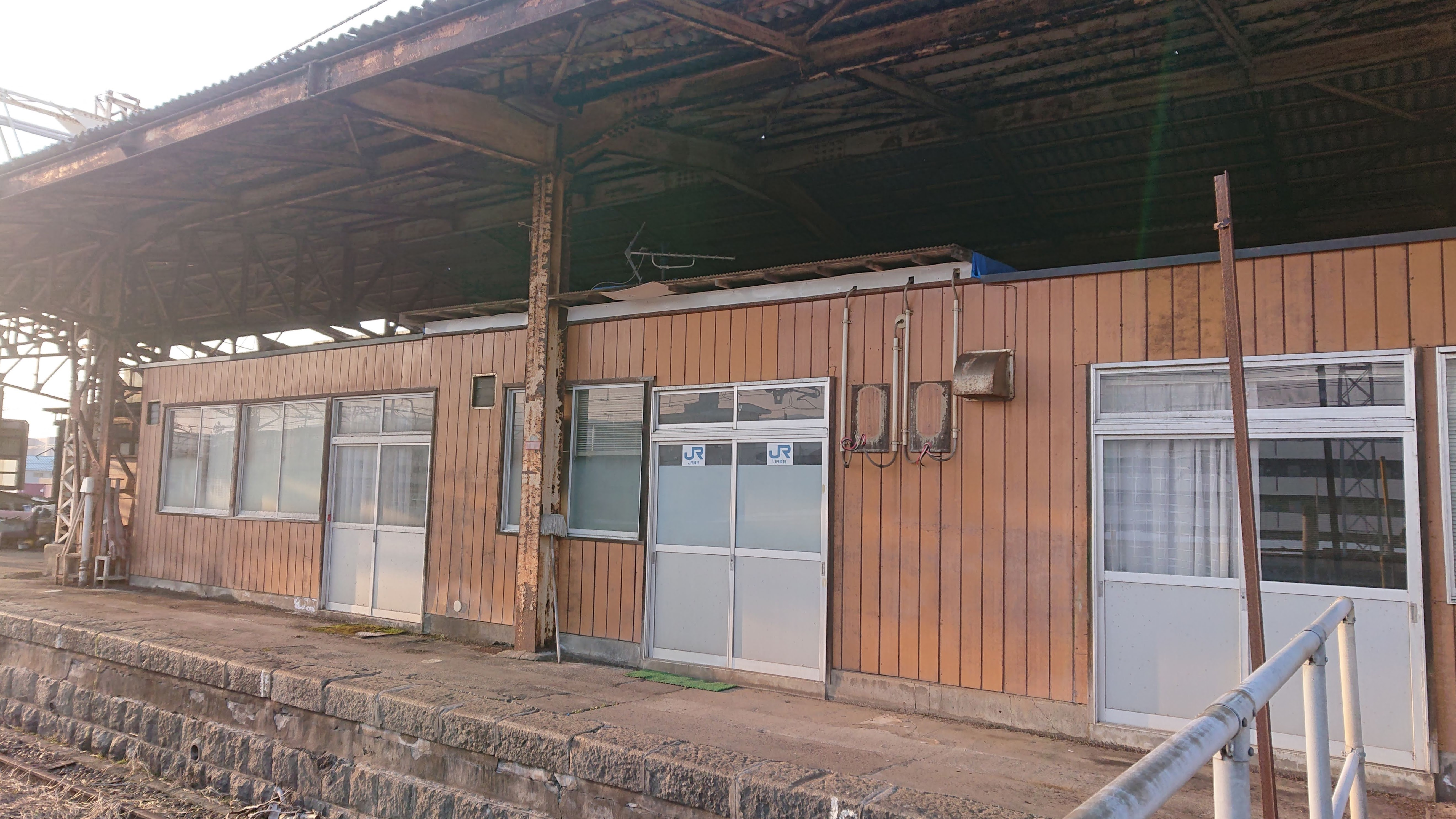
JR貨物柏崎ORS辦事處（2022年2月）

位於站房的右邊（西側），貨場內設有一條頭端式的側線，另有一條頭端式的側線止於1號月台前，自2006年起採用線外貨運站方式營運，因此並沒有任何貨運列車停靠。現時每日共提供2來回貨櫃車班次來往南長岡站。本站主要處理12呎小型貨櫃為主。

## 歷史
- 1897年：

- 8月1日：開業，為北越鐵道的車站。
- 11月20日：路線伸延至北條站。

- 1907年8月1日：北越鐵道國有化，成為铁道省的一个车站。
- 1912年11月11日：越後鐵道柏崎站～石地站開通。
- 1927年10月1日：越後鐵道線國有化，改稱為越後線。
- 1967年10月6日：現站舎（第二代）完成[2]。
- 1968年4月26日：直江津～宮內間電化工程開展[5]。
- 1971年：

- 11月1日：開設綠窗口。
- 12月1日：開設旅客營業中心。

- 1986年11月1日：取消貨物托運及提取服務[8]。
- 1987年4月1日：國鐵分割民營化，成為東日本旅客鐵道的一個車站。
- 1997年3月22日：取消貨櫃列車始訖班次，以路面運送取代[8]。
- 1998年3月25日：開出最後的石油類輸送貨物列車，相關專用貨列亦正式取消[9]。
- 2000年12月12日：車站內的信號制御盤由指針式改為電子連動裝置式[10]。
- 2003年3月：黑姬～越後石山間CTC・PRC化[11]，本站亦不再擔當運轉業務分配工作。
- 2004年3月24日：新建2座升降機[12][13]。
- 2005年12月15日：裝設自動驗票機。
- 2006年4月1日：柏崎ORS貨物站正式開設。
- 2007年7月16日：發生新潟縣中越近海地震，站內一列停車中的越後線普通列車（2輛編成）脱線。事件並未有造成任何傷亡事件，但令越後線及部份信越本線區間出現長時期運休。
- 2014年：

- 4月1日：開始使用Suica。
- 10月5日：站房翻新，內、外裝橫以「海」為主題。同時顯示屏改以LED式。

- 2018年3月30日：JR東日本的旅遊中心「View Plaza」（びゅうプラザが）閉店。
- 2020年10月1日：由長岡站獲得部份無人車站的管理業務權，自此由單獨管理站轉為管理站。

## 相鄰車站
東日本旅客鐵道（JR東日本）
■信越本線
■普通
鲸波－柏崎－茨目
■越後線
■普通
柏崎－東柏崎

## 外部連結
- JR東日本柏崎站 （页面存档备份，存于）（日語）